# 子之神社 (横浜市南区)

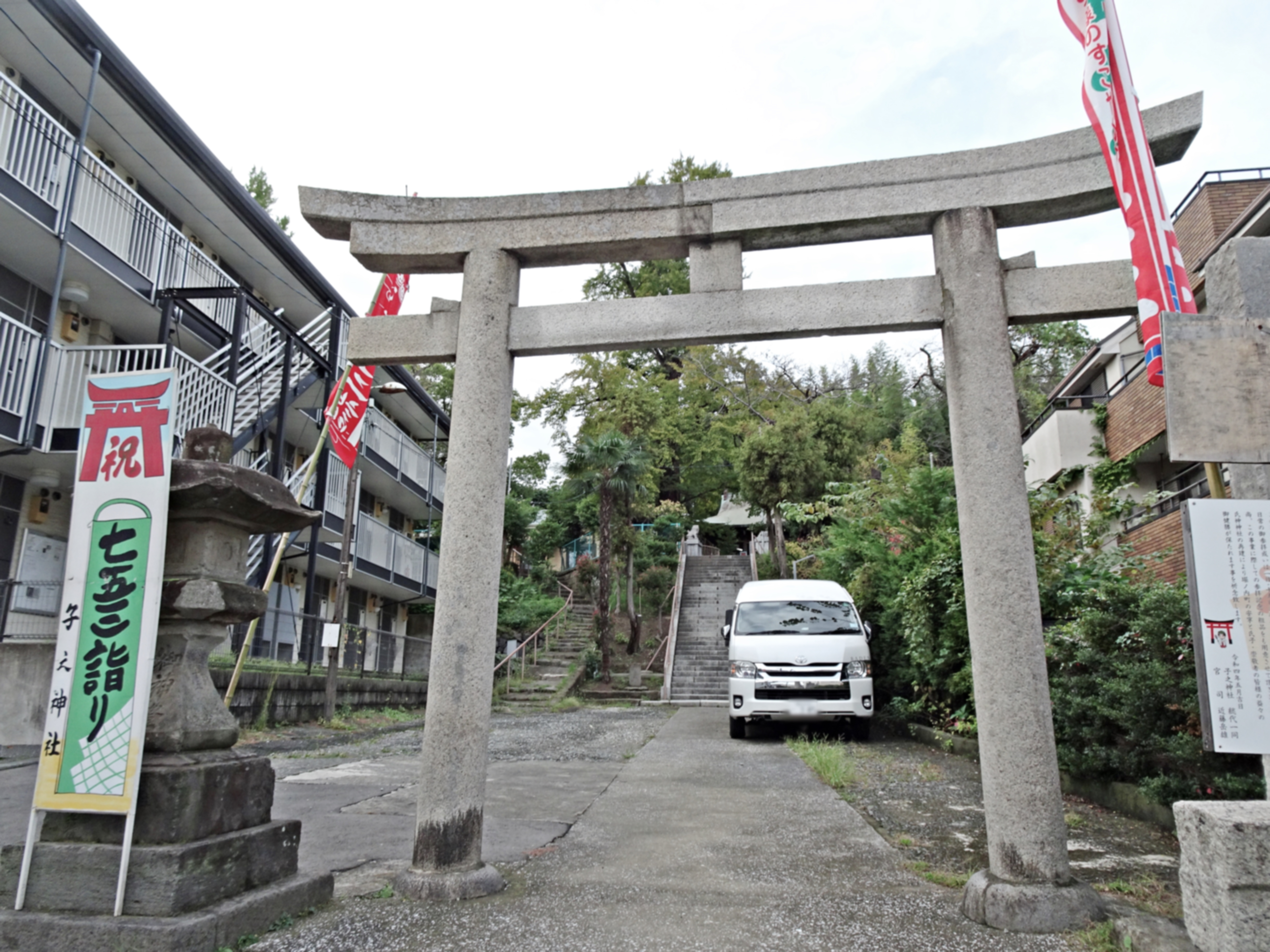
鳥居

子之神社（ねのじんじゃ）は、神奈川県横浜市南区堀ノ内町にある神社。
現在は近隣の堀之内稲荷神社の兼務社となっている。

## 歴史
創建不詳。明治維新までは宝生寺が別当寺となり、例祭は舞岡八幡宮の宮司が務めた。
明治16年（1883年）に村社に列せられ、明治42年（1909年）9月15日、字清水谷鎮座の稲荷神を合祀した。
昭和20年（1945年）4月15日、戦災により全焼したが、昭和29年（1954年）8月24日に再建された。

## 祭神
- 大国主命
- 倉稲魂命

## 所在地・交通
神奈川県横浜市南区堀ノ内町2ｰ134
- 横浜市営地下鉄ブルーライン蒔田駅下車徒歩約10分